# Sandown (Nou Hampshire)
Sandown és una població dels Estats Units a l'estat de Nou Hampshire. Segons el cens del 2007 tenia 5.813 habitants.

## Demografia
Segons el cens del 2000, Sandown tenia 5.143 habitants, 1.694 habitatges, i 1.382 famílies. La densitat de població era de 142,8 habitants per km².
Dels 1.694 habitatges en un 48,7% hi vivien nens de menys de 18 anys, en un 71% hi vivien parelles casades, en un 6,8% dones solteres, i en un 18,4% no eren unitats familiars. En el 12,9% dels habitatges hi vivien persones soles el 3,1% de les quals corresponia a persones de 65 anys o més que vivien soles. El nombre mitjà de persones vivint en cada habitatge era de 3,02 i el nombre mitjà de persones que vivien en cada família era de 3,32.
Per edats la població es repartia de la següent manera: un 31,4% tenia menys de 18 anys, un 5,4% entre 18 i 24, un 37,1% entre 25 i 44, un 20,7% de 45 a 60 i un 5,3% 65 anys o més.
L'edat mediana era de 35 anys. Per cada 100 dones de 18 o més anys hi havia 100,5 homes.
La renda mediana per habitatge era de 67.581$ i la renda mediana per família de 73.083$. Els homes tenien una renda mediana de 49.012$ mentre que les dones 29.773$. La renda per capita de la població era de 25.978$. Entorn del 3,3% de les famílies i el 4,1% de la població estaven per davall del llindar de pobresa.